# John Gottowt
John Gottowt, egentligen Isidor Gesang, född 15 juni 1881 i Lemberg , Österrike-Ungern (numera Lviv i Ukraina), död 29 augusti 1942 i Wieliczka, Polen, var en tysk skådespelare och regissör för teater och stumfilm. Han antog namnet John Gottowt som artistnamn. Han var far till Nils Gesang Gottowt och Olaf Gesang Gottowt, 
Efter sin utbildning i Wien började Gottowt 1905 hos Max Reinhardt på Deutsches Theater i Berlin. Gottowt var huvudsakligen aktiv som karaktärsskådespelare och regissör på olika teatrar i Berlin. Hans första filmroll var Scapinelli i Paul Wegeners Der Student von Prag (1913), vilken anses vara den första tyskspråkiga filmen av betydelse. Någon månad därefter regisserade och spelade han i filmen Das Schwarze Los (även Pierrots letzte Abendteuer) med Alexandre Moissi, en av dåtidens mest namnkunniga skådespelare, i huvudrollen. Han medverkade även i F. W. Murnaus stumfilmklassiker Nosferatu (1922) i rollen som professor Bulwer.
Tillsammans med sin svåger Henrik Galeen tog han från 1920 och några år framåt över Theater an der Kommendantenstrasse i Berlin som konstnärligt sett blev mycket framgångsrik. Gottowt gjorde tillsammans med Galeen ett flertal filmer och totalt deltog han i 30 stycken, huvudsakligen stumfilmer. 1933 fick han yrkesförbud i Tyskland och flyttade efter ett par år i Danmark till Krakow. Han mördades 1942 av en SS-officer i den lilla staden Wieliczka.

## Filmografi
(Titel, År, Roll, Regissör)
1. Der Student von Prag, 1913, Scapinelli, Stellan Rye
2. Das Schwarze Los, Pierrots letzte Abendteuer, 1913, Brighella, John Gottowt
3. Büßende Magdalena, 1915, , Emil Albes
4. Satan Opium, 1915, , Siegfried Dessauer
5. Prinzessin von Neutralien, 1917, Milliardär Joe Vandergolt, Rudolf Biebrach
6. Peer Gynt 1. Peer Gynts Jugend, 1918, der Dovre-Alte, Victor Barnowsky
7. Peer Gynt 2. Wanderjahre und Tod, 1918, , Victor Barnowsky
8. Morphium, 1919, , Bruno Ziener
9. Der rote Henker, 1919, Narr, Rudolf Biebrach
10. Der Verbotene Weg, 1920, Lupu Pick, Henrik Galeen
11. Genuine, 1920, Friseur Guyard, Robert Wiene
12. Die Nacht der Königin Isabeau, 1920, Buckliger Narr, Robert Wiene
13. Der Bucklige und die Tänzerin, 1920, James Wilton, Friedrich Wilhelm Murnau
14. Niemand weiß es, 1920, , Lupu Pick
15. Algol, 1920, Algolmännchen, Hans Werckmeister
16. Die tote Stunde, 1920, , Friedrich Feher
17. Die Lou vom Montmartre, 1921, , Leo Lasko
18. Pariserinnen, 1921, , Leo Lasko
19. Brennendes Land, 1921, Wladsislaus, Heinz Herald
20. Nosferatu, eine Symphonie des Grauens, 1922, Professor Bulwer (van Helsing), F. W. Murnau
21. Der schwarze Stern, 1922, , James Bauer
22. Elixiere des Teufels, 1922, , Adolf Abter
23. Der falsche Dimitry, 1922, Iwans Narr, Hans Steinhoff
24. Der Geldteufel, 1923, , Heinz Goldberg
25. Wachsfigurenkabinett, 1923, Schaubudenbesitzer, Leo Birinsky, Paul Leni
26. Menschenopfer, 1923, , Carl Wilhelm
27. Dürfen wir schweigen?, 1926, Faktotum, Richard Oswald
28. Die Flucht in die Nacht, 1926, , Amleto Palermi
29. Prinz Louis Ferdinand, 1927, , Hans Behrendt
30. Unheimliche Geschichten, 1932, Beamter des Mechanischen Museums, Richard Oswald